# Festival International d'Ultramarathons d'Athènes
Le Festival International d'Ultramarathons d'Athènes est un ensemble de courses à pied de un et plusieurs jours qui a lieu à l'ancien Aéroport International d'Ellinikon en Grèce sur une boucle d'un kilomètre. En fonction du nombre de participants, les courses organisées sont un 24h, un 48h, un 72h, 6 jours, 7 jours, 1 000 km et 1 000 miles (1 609 km).

## Les événements
- Le premier Festival International d'Ultramarathons d'Athènes est organisé par le Dr Costas Baxevanis en 2005 à Loutraki, situé à environ 80 km d'Athènes. Le premier événement est une course 24 h qui a eu lieu dans le stade de Loutraki. Edit Berces (en) remporte la première course avec 211 km.

- En 2006, cette manifestation a également lieu à Loutraki, mais cette fois dans un camp sportif en raison de dommages causés par un tremblement de terre. Cette deuxième édition pourrait être caractérisée comme un festival d'ultra car en plus de la course de 24 h, sont organisés un 6 heures, 12 heures et 7 jours de course. Les 24 heures sont remportés par Valmir Nunes (en), alors que Vlastimil Dvoracek est le vainqueur du 7 jours.
- En 2007, l'événement a eu lieu à Athènes, dans l'ancien l'ancien Aéroport International d'Ellinikon. Wolfgang Schwerk participe pour la première fois et établi un record du monde sur 48 h (420 km)[1], une partie des 7 jours de course qu'il remporte avec 1 011 km.
- En 2008, Schwerk remporte à nouveau le 7 jour avec 1 km de plus au compteur[2].
- En 2009, les 48 h et 72 h sont inclus pour la première fois, suivi par le 1 000 miles en 2010 (en fait, aucune de ces courses de plusieurs jours n'avaient eu lieu en Europe jusqu'à ce jour[réf. nécessaire]). Le 1 000 miles est remporté par Wolfgang Schwerk qui établit de nombreux records du monde dans sa catégorie d'âge et des records nationaux tout au long de sa participation au festival d'ultramarathons.
- En 2010, Ryoichi Sekiya remporte le 24 h avec 250 km.
- En 2011, le Dr Baxevanis introduit le 1 000 km (également pour la première fois en Europe) qui est remporté par Trond Sjavic. Dans cet événement chez les femmes, Mami Kudo établit un record du monde dans les 48 h avec 368,687 km. Sumie Inagaki remporte les 24 h avec 230,410 km.
- Le 7e Festival International d'Ultramarathons d'Athènes en 2012 a lieu entre le 19 mars et le 4 avril dans l'ancien l'ancien Aéroport International d'Ellinikon. Ce 7e festival comprend à la fois les 1 000 km et 1 000 miles, en plus des 24 h, 48 h, 72 h et 7 jours. Dans les 1 000 miles participent trois coureurs : Martina Hausmann, Abichal Sherrington et Nikitas Nomikos. Un seul termine la course ; le spécialiste des ultras Nikitas Nomikos en 15 jours 22 h 41 min 36 s qui devient le premier coureur grec à terminer les 1 000 miles du Festival International d'Ultramarathons d'Athènes dans le délai imposé de 16 jours.

## Les organisateurs
En 2005, le Festival International d'Ultramarathons est soutenu par le club Apollon Athletic et pour les 3 événements suivants par le club Athens Alpine. En 2009, le Dr Baxevanis fonde l'Association des Dayrunners grecs pour servir de club organisateur principal et officiel pour les festivals d'ultramarathons.

## Meilleures performances
Statistiques du Festival International d'Ultramarathons d'Athènes d'après la Deutsche Ultramarathon-Vereinigung (DUV) :
| course     | homme             | résultat          | année | femme                 | résultat          | année |
| ---------- | ----------------- | ----------------- | ----- | --------------------- | ----------------- | ----- |
| 24 h       | Aleksandr Sorokin | 260,491 km        | 2016  | Sumie Inagaki         | 230,410 km        | 2011  |
| 48 h       | Tiziano Marchesi  | 407,885 km        | 2014  | Mami Kudo             | 368,687 km        | 2011  |
| 72 h       | Dimitrios Besyris | 451,000 km        | 2014  | Shu-Ming Huang        | 407,507 km        | 2009  |
| 6 jours    | Kobi Oren         | 768,000 km        | 2014  | Lena Kristina Jensen  | 647,000 km        | 2017  |
| 7 jours    | Wolfgang Schwerk  | 1 012,000 km      | 2008  | Cornelia Bullig       | 811,000 km        | 2007  |
| 1 000 km   | Trond Sjåvik      | 174 h 28 min 24 s | 2011  | Sarah Barnett         | 228 h 24 min 32 s | 2011  |
| 1000 miles | Wolfgang Schwerk  | 287 h 18 min 32 s | 2010  | Hiroko (Yuko) Okiyama | 356 h 54 min 10 s | 2010  |